# Ель-Дуенде (Нью-Мексико)
Ель-Дуенде (англ. El Duende) — переписна місцевість (CDP) в США, в окрузі Ріо-Арріба штату Нью-Мексико. Населення — 573 особи (2020).

## Географія
Ель-Дуенде розташований за координатами 36°4′7″ пн. ш. 106°7′48″ зх. д. / 36.06861° пн. ш. 106.13000° зх. д. (36.068506, -106.130130).  За даними Бюро перепису населення США в 2010 році переписна місцевість мала площу 3,84 км², з яких 3,80 км² — суходіл та 0,04 км² — водойми.

## Демографія
Згідно з переписом 2010 року, у переписній місцевості мешкало 707 осіб у 238 домогосподарствах у складі 185 родин. Густота населення становила 184 особи/км².  Було 259 помешкань (67/км²).
Расовий склад населення:
| - 60,4 % — білих - 1,1 % — корінних американців - 0,6 % — азіатів - 0,1 % — чорних або афроамериканців - 35,4 % — осіб інших рас |

До двох чи більше рас належало 2,4 %. Частка іспаномовних становила 92,6 % від усіх жителів.
За віковим діапазоном населення розподілялося таким чином: 31,7 % — особи молодші 18 років, 60,9 % — особи у віці 18—64 років, 7,4 % — особи у віці 65 років та старші. Медіана віку мешканця становила 30,2 року. На 100 осіб жіночої статі у переписній місцевості припадало 99,2 чоловіків;  на 100 жінок у віці від 18 років та старших — 109,1 чоловіків також старших 18 років.
За межею бідності перебувало 36,5 % осіб, у тому числі 43,4 % дітей у віці до 18 років та 2,0 % осіб у віці 65 років та старших.
Цивільне працевлаштоване населення становило 371 осіб. Основні галузі зайнятості: науковці, спеціалісти, менеджери — 29,1 %, освіта, охорона здоров'я та соціальна допомога — 26,4 %, публічна адміністрація — 18,3 %, транспорт — 12,9 %.